# The X-Files: Resist or Serve
The X-Files: Resist or Serve (англ. Секретные материалы: Сопротивляйся или служи) — игра в жанре survival horror по мотивам сериала Криса Картера «Секретные материалы», выпущенная в 2004 году для PlayStation 2.

## Сюжет
Действие игры происходит во время событий седьмого сезона телесериала, после второго эпизода «Шестое вымирание II: Amor fati».
Агенты ФБР Фокс Малдер и Дана Скалли направляются в маленький городок Роки Маунтинс, чтобы расследовать серию загадочных убийств. Но кто уже убийца — призрак, зомби, пришелец? Ясно одно: он — не человек. Кроме того, сюжет заносит игрока в Россию, где Малдер и Скалли находят спрятанный космический корабль пришельцев.

## Роли озвучивали
- Дэвид Духовны — Фокс Малдер
- Джиллиан Андерсон — Дана Скалли
- Митч Пиледжи — Уолтер Скиннер
- Джеймс Пикенс-Младший — Элвин Керш
- Билл Доу — Чарльз Баркс
- Арлин Пилледжи — Ассистентка Скиннера
- Уильям Б. Дэвис — Курильщик
- Том Брэйдвуд — Мэлвин Фойк
- Брюс Харвуд — Джон Фицджеральд Байерс
- Дин Хэгланд — Ричард Лэнгли

А также Мэри Атадорян, Майя Блум, Бен Борт, Брэд Фоллмер, Джоэль Кляйнборг и др.

## Игровой процесс
Игрок может управлять Малдером или Скалли. По мнению большинства критиков, игра похожа на серию Resident Evil: в игре присутствуют те же смены углов камеры при перемещении из комнаты в комнату и мрачные помещения, в которых находятся персонажи.
Игроку предоставится возможность изучить офисы ФБР, побывать в квартире Малдера, а также в лагере русских, где держали Малдера и Крайчека.

## Бонусы
В качестве бонусов к игре на диске присутствуют видео-репортажи о создании игры, в частности видео записи мужских голосов — многие актёры в этот момент используют красную губную помаду, так как по мнению многих артистов, это улучшает артикуляцию и помогает при работе с микрофоном — и комментарии создателей.

## Отзывы
| Сводный рейтинг | Сводный рейтинг |
| Агрегатор       | Оценка          |
| --------------- | --------------- |
| GameRankings    | 66,29 %         |